# Wapen van Rhoon

Het wapen van Rhoon

Het wapen van Rhoon werd op 24 juli 1816 door de Hoge Raad van Adel in gebruik bevestigd bij de Zuid-Hollandse gemeente Rhoon. De gemeente werd in 1985 opgeheven om in de fusiegemeente Albrandswaard op te gaan. 

## Geschiedenis
In het jaar 1200 werd de plaats Rhoon gesticht, het gebied rondom Rhoon werd ook aan Biggo van Duyveland beleend door Dirk VII van Holland. Van Duyveland liet het gebied rond Rhoon, een zandplaat, bedijken en stichtte de heerlijkheid Rhoeden. In 1432 werd er in het dorp een kasteel gebouwd. De heerlijkheid bleef tot 1683 in het bezit van de familie Van Duyveland.
Het uiteindelijke wapen van Rhoon is afgeleid van het wapen van de familie Van Duyveland, net als dat van Duiveland
Het wapen werd op 24 juli 1816 erkend als het wapen van Rhoon en bleef tot 24 juli 1985 in ongewijzigde vorm in gebruik. Het wapen wordt sindsdien in aangepaste vorm gebruikt in het wapen van Albrandswaard. Opmerkelijk is dat de tekening in het wapenregister bij de Hoge Raad van Adel het wapen foutief in de rijkskleuren blauw en goud weergeeft. In potlood staat hierover een kanttekening in het register.

## Blazoenering
Het wapen kreeg van de Hoge Raad van Adel de volgende blazoenering mee:
Gegeerd van goud en keel van 5 stukken.
Het schild is doormidden gedeeld door middel van driehoeken die van links naar rechts gaan en andersom. De driehoeken aan de rechterzijde, voor de kijker links, zijn goud en die aan de andere zijde zijn rood. In de blazoenering staat niet dat het schild gedekt wordt door een oud model gravenkroon bestaande uit 9 parels op steeltjes.

## Vergelijkbare wapens
De volgende wapens zijn vergelijkbaar met die van Rhoon:

Het wapen van Albrandswaard
Het wapen van Duiveland
Het wapen van Nieuwerkerk
Het wapen van Oosterland
Het wapen van Ouwerkerk
Het schildhoofd van het wapen van Schouwen-Duiveland